# Kontoauszugsdrucker
Ein Kontoauszugsdrucker (KAD) dient der automatisierten Erstellung von Kontoauszügen auf Veranlassung des Kunden. Durch die Abholung der Auszüge durch den Kunden sparen sich Banken den zentralen Druck und die Verteilung der Auszüge. Die Benutzung der Kontoauszugsdrucker statt der Postzustellung wirkt sich meist positiv auf die Kontoführungsgebühren aus.

## Funktion

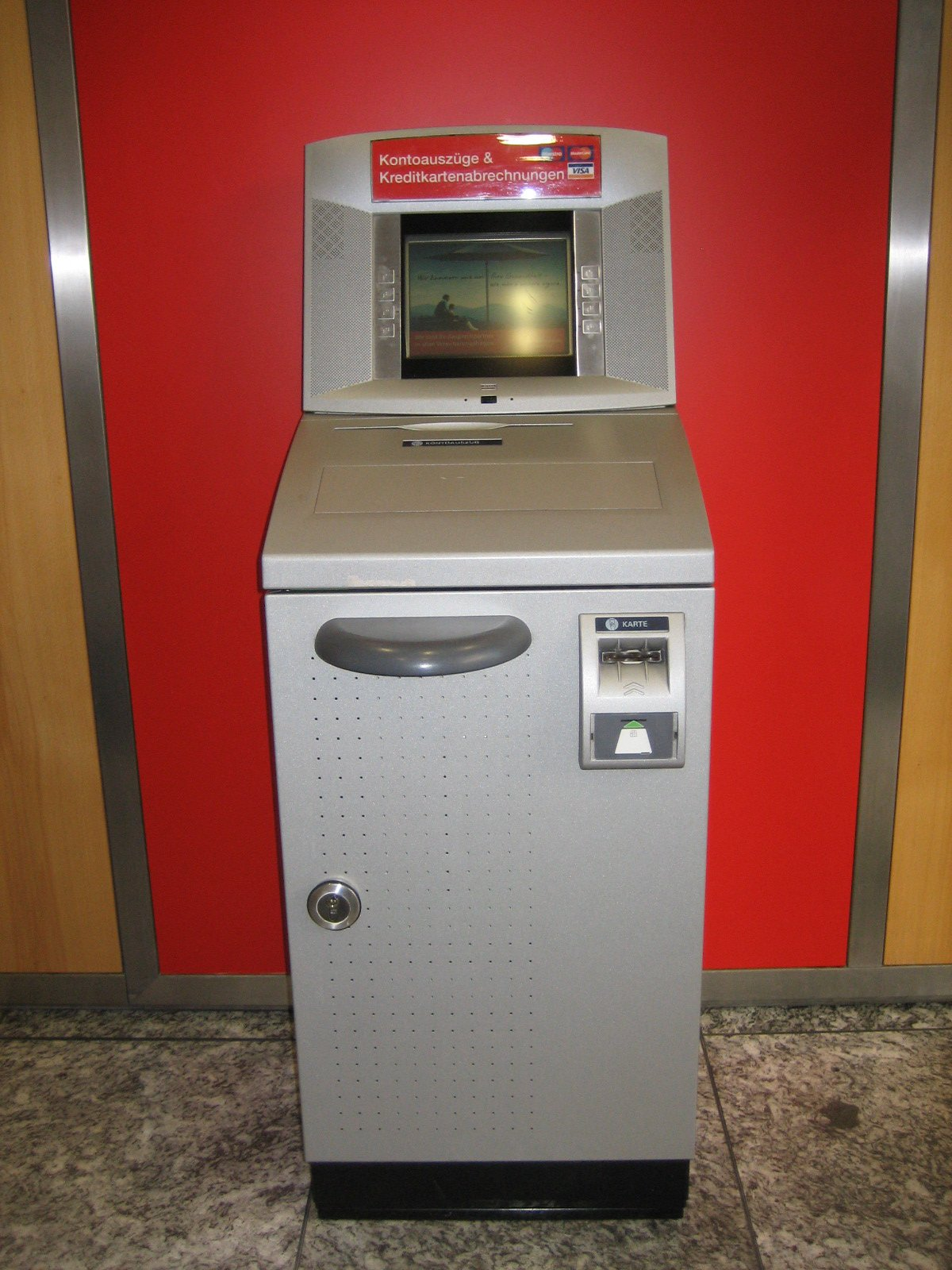
Kontoauszugsdrucker (2010)

Ein Kontoauszugsdrucker (ohne Zusatzfunktion) besteht meist aus einem handelsüblichen Computer, an den ein Magnetstreifenlesegerät sowie eine Druckereinheit und zur Kundenkommunikation bei älteren Modellen ein einzeiliges Display oder bei neueren Geräten ein TFT-Flachbildmonitor angeschlossen ist, auf dem Vorgangshinweise bzw. bei Neugeräten auch Eigenwerbung angezeigt werden kann.
Nach dem Einführen der Kundenkarte und dem Auslesen der Kontoinformationen wird die Karte wieder ausgegeben und eine Anfrage an einen Druckserver im Rechenzentrum der Bank gestellt. Dieser erstellt eine Druckdatei aus den Informationen des Buchungssystems und allfälligen Sondermitteilungen. Die Druckdatei wird zurück an den Kontoauszugsdrucker gesendet, dieser druckt die Kontoauszüge und fordert den Kunden zur Entnahme auf. Bei eventuell auftretenden Fehlern (z. B. kein Papier) wird der Server informiert und das Terminal wird außer Betrieb gesetzt, wobei eine Mitteilung auf dem Display ausgegeben wird.
Als Druckwerke wurden früher hauptsächlich Nadeldrucker verwendet, in neueren Modellen werden jedoch zunehmend Thermodrucker eingebaut. Letztere drucken auf ein spezielles dokumentenechtes Thermopapier, das den Dokumentationspflichten genügt (siehe unten).

## Erweiterte Verwendung
Um die Kommunikation mit den Kunden zu vereinfachen, neigen die Kreditinstitute dazu, Selbstbedienungsterminals anzuschaffen, die nicht nur Kontoauszüge drucken können, sondern durch (Farb-)Display und ggf. Tastatur einen Dialog mit dem Kunden ermöglichen oder in Geldautomaten integriert werden.
Durch Funktionen wie z. B. die direkte Erfassung von Überweisungen durch Tastatureingabe oder einen Scanner zum Lesen von Überweisungen, werden Mehrwerte geschaffen, die der Bank anteilige Personalkosten für Serviceleistungen sparen helfen und für eine schnelle Amortisierung des Geräts sorgen.

## Sicherheitsaspekte
Kontoauszüge sind steuerrelevante Daten, die über mehrere Jahre hinweg aufbewahrt werden müssen. Deshalb werden meist Druckverfahren eingesetzt, deren Ausdrucke über mindestens zehn Jahre hinweg lesbar sind.
Kontoauszugsdrucker überprüfen meist nicht die Identität des Bedieners, eine PIN muss nicht eingegeben werden, da keine buchungsrelevanten Daten erzeugt werden. Jedoch ist das Risiko eines Kontoauszugs in fremder Hand nicht zu unterschätzen (Stichwort Computerkriminalität, Identitätsdiebstahl, Betrug), da allein anhand der Kontonummer heutzutage ohne Probleme z. B. über das Internet eine Zahlung per Lastschrift veranlasst werden kann. Außerdem sieht ein Betrüger auf dem Auszug den Kontostand und weiß daher, ob Betrug sich lohnt.
Aufgrund einer mangelnden Vernetzung zwischen einzelnen Kreditinstituten ist es normalerweise nicht möglich, bei einem Fremdinstitut einen Kontoauszug zu erstellen. Ausnahmen sind z. B. die Sparkassen, die mit der Fusion der Rechenzentren einen zentralen Auszugsverbund realisiert haben, sowie einige Volksbanken, bei denen organisationsübergreifend Kontoauszüge gedruckt werden können.